# Rození líbači
Rození líbači (v anglickém originále Natural Born Kissers) jsou 25. díl 9. řady (celkem 203.) amerického animovaného seriálu Simpsonovi. Scénář napsal Matt Selman a díl režíroval Klay Hall. V USA měl premiéru dne 17. května 1998 na stanici Fox Broadcasting Company a v Česku byl poprvé vysílán 23. listopadu 1999 na stanici ČT1.

## Děj
Homer a Marge slaví 11. výročí svatby a dědeček nedorazí do domu Simpsonových, aby pohlídal děti, a zkazí tak Homerovi a Marge společný večer. Později večer se Homer a Marge pokusí o pohlavní styk, ale chybí jim nadšení. Následujícího dne se zjistí, že motor ledničky vyhořel, a tak se Homer s Marge vydají do železářství, aby koupili jinou. 
Cestou auto uvízne na rozbahněné příjezdové cestě uprostřed zemědělské krajiny. Homer a Marge spěchají do nejbližší stodoly, aby se vyhnuli náhlé bouřce. Farmář zjistí, že vrata stodoly jsou otevřená, a má podezření na vetřelce. Vejde do stodoly a málem přistihne Homera a Marge, kteří se schovávají na půdě se senem, ale poté, co je nenajde, odejde. Když je vzduch čistý, Homer a Marge mají v seníku pohlavní styk. 
Homer a Marge si myslí, že jejich manželství dostalo nový náboj, a vyrazí na romantický víkend do penzionu, ale brzy upadnou do starých kolejí. Vejde k nim však služebná a oni dojdou k závěru, že je oba vzrušuje, když riskují, že budou během intimních chvilek přistiženi, a tak mají sex za okenními závěsy v místnosti plné lidí. Jejich milostný život je znovu nabitý a jednoho dne začnou mít sex ve stejném větrném mlýně na minigolfovém hřišti, kde byl počat Bart. 
Tentokrát se dostanou příliš blízko k tomu, aby byli přistiženi při veřejném sexu, a i když se jim podaří uniknout, musejí prchat Springfieldem nazí. Poté, co se pokusí vyhledat pomoc u Gila na jeho parkovišti, ukradnou jeho horkovzdušný balón a létají v něm po celém městě. Když se Marge snaží balón pilotovat poté, co Homer spadne a zůstane viset na laně, balón přistane na fotbalovém stadionu a v místních novinách se objeví fotografie nahého Homera a Marge. Druhý den Bart a Líza fotku uvidí a rodiče jim začnou vysvětlovat sex. Než se však pustí do podrobností, rozhodnou se vrátit na minigolfové hřiště.
V dílčí zápletce se Bart a Líza ubytují u dědečka ve Springfieldském domově důchodců a v dědově skříni objeví detektor kovů. Zatímco ho Bart používá k hledání pirátského pokladu, odhalí alternativní konec filmu Casablanca. Po přehrání scény na promítacím plátně se ukáže, že jde o velmi sanitární a typický hollywoodský šťastný konec, kde se postavy Humphreyho Bogarta a Ingrid Bergmanové nakonec vezmou. Bartovi, Líze a dědovi se to líbí, ale jeden ze seniorů, starý Žid, prozradí, že byl kdysi vedoucím pracovníkem studia a snažil se tento šťastný konec do filmu zařadit. Nespokojeně zaplatí Bartovi a Líze, aby kotouč s filmem znovu zakopali spolu s dalším kotoučem s koncem filmu Život je krásný.

## Produkce
Rození líbači byla první epizoda napsaná Mattem Selmanem, který ji částečně založil na manželství svých rodičů. Tento díl byl jediným případem, kdy vedoucímu seriálu Mikeu Scullymu zavolali z Foxu a navrhli mu, aby epizodu nedělal. Obávali se sexuálního obsahu, nahoty a toho, jak bude zpracována. Nelíbilo se jim několik výrazů použitých v epizodě, například anglický výraz „ass forkin' “.
Matt Groening v jednom z rozhovorů řekl: „Homer a Marge se milují v seníku, sousedé osahávají Homera, když jsou s Marge přistiženi nazí uvnitř větrného mlýna na minigolfovém hřišti Sir Putts-A-Lot, Homer visí nahý z horkovzdušného balónu a jeho zadek se táhne po skle kostela připomínajícího Křišťálovou katedrálu.“
Producenti bojovali s cenzurou, nakonec byl ale scénář upraven jen velmi málo. V této epizodě se poprvé v televizi objevují Marginy hýždě. Marge a Homer na golfovém hřišti jsou odkazem na epizodu třetí série Jak jsem si bral Marge, i když v této epizodě jsou spíše na zámku než ve větrném mlýně.

## Kulturní odkazy
Restaurace v letadle Up, Up and Buffet je založena na restauraci ve tvaru ponorky, která byla poblíž studia Fox a jmenovala se Dive! V epizodě je ukázán údajný alternativní konec filmu Casablanca z roku 1942 a starý muž dá Bartovi a Líze kopii filmu Život je krásný s „koncem plným vražd“. Během rozhlasové reklamy na rozvodové specialisty hraje píseň „Spanish Flea“. Během závěrečných titulků hraje píseň „Rock the Casbah“ od The Clash.

## Přijetí
V původním vysílání skončila epizoda v týdnu od 11. do 18. května 1998 na 29. místě ve sledovanosti s ratingem 8,8, což odpovídá přibližně 8,6 milionu domácností. Byl to čtvrtý nejlépe hodnocený pořad na stanici Fox v tom týdnu, hned po seriálech Akta X, Tatík Hill a spol. a Ally McBealová.
Matt Groening uvedl díl jako svou 8. nejoblíbenější epizodu a vzrušená kráva je jedním z jeho nejoblíbenějších vtipů. Autoři knihy I Can't Believe It's a Bigger and Better Updated Unofficial Simpsons Guide, Warren Martyn a Adrian Wood, napsali: „Vynikající epizoda, díky níž milostný život Marge a Homera skutečně vypadá velmi reálně; každý potřebuje čas od času trochu koření a oni to své najdou. Výlet balónem je hysterický a pokusy o vysvětlení jejich chování světem protřelému Bartovi a Líze jsou skvělé.“
Epizoda byla součástí vydání DVD boxu s názvem The Simpsons Kiss and Tell: The Story of Their Love a Andy Dougan z Evening Times ve své recenzi na toto vydání charakterizoval epizodu spolu s díly Veliká Marge, Čtyřprocentní trojka a Takoví jsme nebyli jako „čtyři z nejvtipnějších dílů posledních sérií“. DVD vydání bylo také příznivě hodnoceno Louisem R. Carlozem v Chicago Tribune, kde byla epizoda považována za „směšnější“ než díl Veliká Marge.